# کاری‌یوکی
کاری‌یوکی (به فنلاندی: Karijoki) یک منطقهٔ مسکونی در فنلاند است که در اوستروبوتنیای جنوبی واقع شده‌است.